# Barrierefreies Arbeiten am Computer
Ein barrierefreies Arbeiten am Computer wird dadurch ermöglicht, dass Geräte, Programme und die damit verwendeten Inhalte (insbesondere Webseiten) so gestaltet sind, dass sie von Menschen mit Behinderung und von älteren Menschen in derselben Weise genutzt werden können wie von Menschen ohne Behinderung.

Accessibility – a11y

 Das englische Wort für Barrierefreiheit ist accessibility oft mit dem Numeronym a11y abgekürzt. Die 11 ist die Anzahl der ausgelassenen Buchstaben. (Vergleiche i18n für internationalization bzw. internationalisation oder l10n für localization).

## Eingabegeräte
Zum Erreichen von Barrierefreiheit ist je nach Art der jeweiligen Einschränkung der Einsatz von zusätzlichen unterstützenden Technologien erforderlich. Dies können beispielsweise Augensteuerung und Mundmaus bei körperlichen Behinderungen, oder Screenreader und Braillezeile bei Blinden sein. Weitere Beispiele stellen Technologien aus dem Bereich der Unterstützten Kommunikation dar, die Kommunikation in manchen Fällen überhaupt erst möglich machen.

## Software
Die Barrierefreiheit ist auch bei der Gestaltung von Betriebssystem und Anwendungsprogrammen zu beachten. Damit für Personen mit Einschränkungen die Benutzung des Rechners möglich wird, muss die grafische Benutzeroberfläche besondere Standards erfüllen. Dabei sind insbesondere Einschränkungen der Seh-, Hör- und motorischen Fähigkeiten zu berücksichtigen.

### Sehvermögen
Um auch Menschen mit eingeschränktem Sehvermögen das Arbeiten am Rechner zu ermöglichen, stellen Betriebssysteme die Funktion einer Bildschirmlupe zur Verfügung. Auch sollte die verwendete Schriftgröße der Arbeitsoberfläche und der Programme zentral anpassbar sein, da Menschen mit eingeschränktem Sehvermögen diese üblicherweise nach oben korrigieren. Weitere Funktionen sind die Möglichkeit, sich den Bildschirminhalt vorlesen zu lassen und den Mauszeiger zu vergrößern.

### Hörvermögen
Menschen mit eingeschränktem Hörvermögen können durch rein textbasierte Kommunikation, insbesondere über E-Mails und mit Chatprogrammen unterstützt werden. Eine Möglichkeit, um Inhalte zu übersetzen, ist die Anwendung von computeranimierten Gebärdenavataren, wie zum Beispiel SiMAX, ein Projekt der Firma Sign Time in Wien.

### Motorische Fähigkeiten
Trotz motorischer Einschränkungen kann ein Rechner durch Funktionen wie angepasste Tastatur- und Mauseingaben sowie durch eine Sprachsteuerung genutzt werden.
Übersicht über die verschiedenen Bezeichnungen der Funktionen in verschiedenen Betriebssystemen:
| Funktion:                                    | Erklärung: | Bezeichnung in den verschiedenen Betriebssystemen bzw. Desktopumgebungen: | Bezeichnung in den verschiedenen Betriebssystemen bzw. Desktopumgebungen: | Bezeichnung in den verschiedenen Betriebssystemen bzw. Desktopumgebungen: | Bezeichnung in den verschiedenen Betriebssystemen bzw. Desktopumgebungen: | Bezeichnung in den verschiedenen Betriebssystemen bzw. Desktopumgebungen: |
|                                              | | Windows                                                                   | Mac-OS-X                                                                  | KDE-Desktop                                                               | Gnome-Desktop                                                             | Linux-Mint                                                                |
| -------------------------------------------- | --- | ------------------------------------------------------------------------- | ------------------------------------------------------------------------- | ------------------------------------------------------------------------- | ------------------------------------------------------------------------- | ------------------------------------------------------------------------- |
| Anschlagverzögerung (engl. „Slow Keys“)      | Die Anschlagverzögerung ändert das Ansprechverhalten der Tastatur, um zu verhindern, dass ungewollte Tastenanschläge verarbeitet werden. Zwischen dem Bedienen einer Taste und dem Auslösen des Ereignisses wird daher eine Verzögerung eingefügt. Die Tasten müssen jeweils länger gedrückt werden, damit sie vom System angenommen werden. Diese kann im System verändert werden. | Anschlagverzögerung                                                       | Tastenverzögerung                                                         | Langsame Tasten                                                           | Tastenverzögerung                                                         | Tastenverzögerung                                                         |
| Einrastfunktion (engl. „Sticky Keys“)        | Die Einrastfunktion fasst verschiedene Tastaturanschläge zusammen, um die Eingabe von Tastaturkombination (z. B. Strg+C fürs Kopieren) zu erleichtern. Die einzelnen Tasten können so nacheinander statt gleichzeitig gedrückt werden. | Einrastfunktion                                                           | Einfingerbedienung                                                        | Klebende Tasten                                                           | Klebrige Tasten                                                           | Einrastfunktion                                                           |
| Tastenanschlagfunktion (engl. „Bounce Keys“) | Die Tastenanschlagfunktion sperrt jede bereits gedrückte Taste nach ihrer letzten Verwendung für kurze Zeit. | Tastenanschlagfunktion                                                    |                                                                           | Zurückschnellende Tasten                                                  | Springende Tasten                                                         | Tastenanschlagfunktion                                                    |

## Gesellschaft und Organisationen
Verschiedene Organisationen beschäftigen sich seit einigen Jahren vermehrt mit der Thematik, so beispielsweise die Stiftungen barrierefrei kommunizieren! und Digitale Chancen sowie das Projekt BIK – barrierefrei informieren und kommunizieren.
Auch in der Politik gewinnt das Thema zunehmend an Relevanz, wie beispielsweise die Barrierefreie-Informationstechnik-Verordnung 2.0 von 2011 verdeutlicht. Vor allen Dingen ist jedoch die UN-Behindertenrechtskonvention zu nennen, die etwa Österreich und Deutschland (nicht aber die Schweiz) ratifizierten.
Um der Konvention nachzukommen, verabschiedete die deutsche Bundesregierung 2011 einen Nationalen Aktionsplan (NAP), der aktiv die Inklusion von Menschen mit Behinderung fördern soll.